# Kalyanavati
 (novembre 2023).
Si vous disposez d'ouvrages ou d'articles de référence ou si vous connaissez des sites web de qualité traitant du thème abordé ici, merci de compléter l'article en donnant les références utiles à sa vérifiabilité et en les liant à la section « Notes et références ».
Kalyanavati est au XIIIe siècle  une reine  du royaume de Polonnaruwa au Sri Lanka  qui règne de 
1202 à 1208

## Circonstances
Kalyanavati est l'une des rares femmes qui occupent le trône. Elle est la première épouse du roi Nissanka Malla  et elle succède à Sahassa Malla qui avait renversé la reine Lilavati et est lui-même déposé en 1202 par le général Ayasmanta. ce dernier refuse d'assumer la royauté, cependant il exerce lui-même le pouvoir et la remplace en 1208 par Dharmasoka  un « enfant-roi ».